# Philippe Ginestet (football)
Pour les articles homonymes, voir Philippe Ginestet.
 (juin 2017).
Si vous disposez d'ouvrages ou d'articles de référence ou si vous connaissez des sites web de qualité traitant du thème abordé ici, merci de compléter l'article en donnant les références utiles à sa vérifiabilité et en les liant à la section « Notes et références ».
Philippe Ginestet, né le 26 août 1966, est un dirigeant français de football, ancien président du Racing Club de Strasbourg.

## Biographie
En octobre 2004, il devient président délégué du Racing Club de Strasbourg, alors qu'Egon Gindorf en est encore le président. Ce dernier se retirant, il est le mieux placé pour racheter le club. Cependant, Alain Afflelou désire également reprendre les rênes du club strasbourgeois, contraignant Philippe Ginestet à se retirer.
Au terme d'un long feuilleton, Alain Afflelou est désavoué et échoue. En décembre 2005, Philippe Ginestet devient l'actionnaire principal du Racing Club de Strasbourg et son président. Le club ayant échoué à remonter en Ligue 1 à la fin de la saison 2008-2009, il démissionne et laisse sa place à Léonard Specht.
En août 2009, il revient aux commandes du club. Le 4 décembre 2009 il démissionne du poste de président et laisse sa place à Julien Fournier, ancien secrétaire général de l'Olympique de Marseille. Il vend aussi ses parts dans le club à la société anglaise « FC Football Capital Limited ».